# شومی قیصر
شومی کایزر بازیگر بنگلادشی است که در دهه ۱۹۹۰ و اوایل دهه ۲۰۰۰ در نمایشنامه‌های تلویزیونی درام ظاهر شد.
قیصر در ۱۵ ژانویه در خانواده شهید الله قیصر و پانا قیصر به دنیا آمد. شهیدالله نویسنده و داستان‌نویس بود. قیصر ۲ ساله بود که پدرش ناپدید شد. جسد پدرش هرگز پیدا نشد. پانا نویسنده و نماینده سابق مجلس است. قیصر یک برادر کوچکتر از خود با نام آمیتاب قیصر دارد. رئیس‌جمهور سابق بنگلادش بادروددوزا چودری همسر مایا خواهر پانا است. این باعث می‌شود شومی و سیاستمدار ماهی ب. چاودری با هم عموزاده شوند.

## زندگی شخصی
قیصر سه بار ازدواج کرده‌است. همسر اول او ریینگو بانرجی کارگردان هندی-بنگالی است که در سال ۱۹۹۹ با او ازدواج کرد و دو سال بعد طلاق گرفت. شوهر دوم او، محمد عرفات، یکی از اعضای هیئت علمی دانشگاه خصوصی است که در سال ۲۰۰۸ با او ازدواج کرد و در سال ۲۰۱۵ طلاق گرفت او در سال ۲۰۲۰ با همسر سوم خود، رضا امین، مدیر اجرایی Euro-Vigil Private Limited ازدواج کرد.